# Ambassade d'Algérie en Irak
L'ambassade d'Algérie en Irak est la représentation diplomatique de l'Algérie en Irak, qui se trouve à Bagdad, la capitale du pays.

## Ambassadeurs d'Algérie en Irak
- Othman Saadi : 1971 - 1974
- Ali Kafi : 1976 - ???
- Mohamed EL Hadi Hamadou : 1982 - 1986
- Sahraoui : ??? - ???